# Відзнака Президента України «Золоте серце»
Відзнака Президента України «Золоте серце» — державна нагорода України — відзнака Президента України, що встановлена з метою відзначення вагомого внеску волонтерів у надання волонтерської допомоги та розвиток волонтерського руху, зокрема під час здійснення заходів із забезпечення оборони України, захисту безпеки населення та інтересів держави у зв'язку з військовою агресією Російської Федерації проти України та подолання її наслідків.

## Історія нагороди
Відзнака Президента України «Золоте серце» заснована Указом Президента України Володимира Зеленського 5 грудня 2022 року.
9 грудня 2022 року відзнакою вперше нагороджені 76 осіб.
4 вересня 2023 року відзнакою нагороджені 6 іноземних громадян, з них 2 посмертно.
5 грудня 2023 року відзнакою нагороджено 40 волонтерів та представників благодійних організацій, одного з них, Ковальова Дмитра Олександровича, — посмертно.

## Положення про відзнаку
1. Відзнакою Президента України «Золоте серце» (далі — відзнака) нагороджуються громадяни України, іноземці та особи без громадянства, які зробили вагомий внесок у надання волонтерської допомоги та розвиток волонтерського руху, зокрема під час здійснення заходів із забезпечення оборони України, захисту безпеки населення та інтересів держави у зв'язку з військовою агресією Російської Федерації проти України та подолання її наслідків.
2. Нагородження відзнакою може бути проведено посмертно.
3. Нагородження відзнакою проводиться Указом Президента України.
4. Одна й та сама особа може бути нагороджена відзнакою не більше одного разу.
5. Представлення до нагородження відзнакою проводиться відповідно до Порядку представлення до нагородження та вручення державних нагород України, затвердженого Указом Президента України від 19 лютого 2003 року № 138/2003.[4]
6. Вручення відзнаки провадиться в урочистій обстановці Президентом України або від його імені керівниками центральних органів виконавчої влади, державних органів, що здійснюють керівництво утвореними відповідно до законів військовими формуваннями, керівниками інших державних органів, головами обласних та Київської міської державних адміністрацій, керівниками закордонних дипломатичних установ України.
7. Особі, нагородженій відзнакою, разом із відзнакою вручається документ, що посвідчує нагородження.

## Опис
- Відзнака виготовляється із позолоченого срібла і має вигляд стилізованого зображення серця, утвореного зігнутою пластиною з отворами. Крізь отвори пропущені синя та жовта нитки, які перехрещуються.
- Розміри відзнаки: висота — 40 мм, ширина — 30 мм.
- На зворотному боці відзнаки — застібка для прикріплення до одягу.

## Послідовність розміщення знаків державних нагород України
Відзнаку носять на грудях зліва і за наявності у нагородженого інших державних нагород України розміщують після них.

## Особи, нагороджені відзнакою «Золоте серце»

### 2022 рік
Нижче наведений перелік нагороджених згідно з оприлюдненими указами Президента України; звання та посади вказані на час нагородження, як зазначено в указах. Станом на 5 грудня 2023 року п'ять осіб нагороджено відзнакою посмертно.
9 грудня 2022 року першими нагородженими відзнакою «Золоте серце», згідно з указом Президента України № 850/2022 «Про нагородження відзнакою Президента України „Золоте серце“», стали за вагомий особистий внесок у надання волонтерської допомоги та розвиток волонтерського руху, зокрема під час здійснення заходів із забезпечення оборони України, захисту безпеки населення та інтересів держави у зв'язку з військовою агресією Російської Федерації проти України та подолання її наслідків:
| 1  | Андрощук Дмитро Олександрович         | волонтер | м. Київ                   |
| 2  | Астаф'єва Дарія Вікторівна            | волонтер | м. Київ                   |
| 3  | Балан Роман Олександрович             | волонтер, керівник мілітарного напряму Благодійного фонду Сергій Притули                                                                                   | м. Київ                   |
| 4  | Бережний Сергій В'ячеславович         | волонтер, співзасновник благодійної організації «Благодійний фонд „Майбутерра“» (KOLO)                                                                     | м. Харків                 |
| 5  | Бібіков Олег Олександрович            | волонтер, засновник благодійної громадської організації «Іскра добра»                                                                                      | Чернігівська область      |
| 6  | Бідняк Тетяна Володимирівна           | волонтер, керівник благодійного фонду «Підтримка захисників»                                                                                               | м. Харків                 |
| 7  | Білошапка Анна Олександрівна          | волонтер благодійної організації «Благодійний фонд „Співдія“»                                                                                              | м. Київ                   |
| 8  | Бондаренко Ольга Григорівна           | волонтер, засновник благодійного фонду «Let's Help» | м. Київ                   |
| 9  | Бригар-Урда Христина Романівна        | волонтер громадської організації «Калуська міська філія союзу українок»                                                                                    | Івано-Франківська область |
| 10 | Васильченко Тетяна Борисівна          | волонтер, бойовий медик громадської організації «Госпітальєри»                                                                                             | м. Київ                   |
| 11 | Величко Олександр Костянтинович       | волонтер, інженер товариства «Гуала Кложерс Технологія Україна»                                                                                            | м. Суми                   |
| 12 | Водовозов Дмитро Євгенович            | волонтер | м. Київ                   |
| 13 | Воронкова Наталія Олегівна            | волонтер, голова правління громадської організації «Волонтерська Сотня Доброволя»                                                                          | м. Київ                   |
| 14 | Вузька Олена Ігорівна                 | волонтер, операційний директор громадської організації «Українська Волонтерська Служба»                                                                    | м. Київ                   |
| 15 | Гончар Інна Миколаївна                | волонтер, голова громадської організації «Аеророзвідка» | м. Київ                   |
| 16 | Гребенюк Олександр Володимирович      | волонтер, директор благодійної організації «Благодійний фонд „Неможливого не буває“»                                                                       | Рівненська область        |
| 17 | Греділь Уляна Дмитрівна               | волонтер, заступник голови громадської організації «Апостольська Чота»                                                                                     | Львівська область         |
| 18 | Гринкевич Роман Ігорович              | волонтер, директор благодійної організації «Благодійний фонд „Hope UA“»                                                                                    | м. Львів                  |
| 19 | Деліпович-Суржикова Алла Андріївна    | волонтер, співзасновник фонду «Захист майбутнього» | м. Хмельницький           |
| 20 | Денисенко Анжела Олегівна             | волонтер громадської ініціативи «Волонтерська група „Help Army“»                                                                                           | м. Харків                 |
| 21 | Денисенко Світлана Миколаївна         | волонтер, директор благодійного фонду «KSE Foundation» | м. Київ                   |
| 22 | Доценко Максим Ігорович               | волонтер, генеральний директор Товариства Червоного Хреста України                                                                                         | м. Київ                   |
| 23 | Драганюк Ксенія В'ячеславівна         | волонтер, співзасновник громадської організації «Землячки»                                                                                                 | м. Київ                   |
| 24 | Єрофєєв Андрій Сергійович             | волонтер, виконавчий директор благодійної організації «Благодійний фонд „Солом'янські котики“»                                                             | м. Київ                   |
| 25 | Журавчак Олесь Петрович               | волонтер, директор-розпорядник Національного оркестру народних інструментів України                                                                        | Київська область          |
| 26 | Задорожна Галина Олегівна (посмертно) | волонтер Центру взаємодопомоги Запоріжжя |                           |
| 27 | Киркач Наталія Олександрівна          | волонтер, голова правління благодійного фонду «Слов'янське серце»                                                                                          | Донецька область          |
| 28 | Компанець Ігор Володимирович          | волонтер | м. Житомир                |
| 29 | Коновалова Юлія Володимирівна         | волонтер організації «World Central Kitchen» | Миколаївська область      |
| 30 | Костина Івона Андріївна               | волонтер, голова правління благодійної організації «Благодійний фонд „Ветеран ХАБ“»                                                                        | м. Київ                   |
| 31 | Кривенко Олена Василівна              | волонтер, голова правління благодійної організації «Благодійний фонд „Коло“»                                                                               | м. Київ                   |
| 32 | Леснік Сергій Володимирович           | волонтер благодійного фонду «Ми з Україною» | Київська область          |
| 33 | Літинський Святослав Володимирович    | волонтер, засновник громадської організації «Незалежні» | м. Львів                  |
| 34 | Лоза Вікторія Володимирівна           | волонтер, заступник директора товариства «Медичний центр „Сімейний“»                                                                                       | м. Полтава                |
| 35 | Луцик Катерина Федорівна              | волонтер, голова громадської організації «Захист об'єднання волонтерів»                                                                                    | Хмельницька область       |
| 36 | Лучко Юліан Вікторович                | волонтер, член правління громадської організації «Вільна Херсонщина»                                                                                       |                           |
| 37 | Максимець Сергій Іванович (посмертно) | волонтер | м. Київ                   |
| 38 | Малюченко Олександр Валерійович       | волонтер Міжнародного благодійного фонду «Народний тил» | м. Київ                   |
| 39 | Матвєєва Альона Олександрівна         | волонтер громадської організації «Український жіночий батальйон»                                                                                           | Хмельницька область       |
| 40 | Матюхін Дмитро Анатолійович           | волонтер, директор громадської організації «Міський Центр Допомоги»                                                                                        | м. Запоріжжя              |
| 41 | Мачинський Остап Романович            | волонтер, керівник волонтерського центру «Український католицький університет»                                                                             | м. Львів                  |
| 42 | Микитин Андрій Вікторович             | волонтер, директор благодійної організації «Волинський благодійний фонд „Доброта“»                                                                         |                           |
| 43 | Мишенін Дмитро Михайлович             | волонтер, голова благодійної організації «Благодійний фонд „Янголи спасіння“»                                                                              | Донецька область          |
| 44 | Морозова Ганна Володимирівна          | волонтер благодійної організації «Благодійний фонд „Армія SOS“»                                                                                            | м. Київ                   |
| 45 | Муравльова Оксана Володимирівна       | волонтер, співзасновник волонтерського центру «Разом до перемоги»                                                                                          | м. Тернопіль              |
| 46 | Нестеренко Вікторія Віталіївна        | волонтер громадської організації «Крила Перемоги» | м. Київ                   |
| 47 | Овадюк Василь Васильович              | волонтер громадської організації «Добра справа» | Чернівецька область       |
| 48 | Панченко Олег Петрович                | волонтер, президент благодійної організації «Благодійний фонд „Україна в серці“»                                                                           | м. Запоріжжя              |
| 49 | Попова Наталія Володимирівна          | волонтер, співзасновник громадської ініціативи «Міжнародний волонтерський логістичного центр „Марлог“»                                                     | м. Київ                   |
| 50 | Поровська Іванна Анатоліївна          | волонтер | м. Київ                   |
| 51 | Пчолкін Віталій Володимирович         | волонтер, голова правління громадської організації «Всеукраїнське об'єднання осіб з інвалідністю „Група активної реабілітації“»                            | Київська область          |
| 52 | Рашко Сергій Анатолійович             | волонтер | Луганська область         |
| 53 | Римарук Андрій Вікторович             | волонтер, директор воєнного департаменту Міжнародного благодійного фонду «Повернись живим»                                                                 | м. Київ                   |
| 54 | Саліхова Ірина Юріївна                | волонтер, співзасновник волонтерської ініціативи міста Херсон «Котики-патріотики»                                                                          |                           |
| 55 | Сініцина Олена Петрівна               | волонтер благодійної організації «Благодійний фонд „Небесна Гвардія“»                                                                                      | м. Київ                   |
| 56 | Скакун Ірина Володимирівна            | волонтер громадської організації «Зоопатруль Україна» | Київська область          |
| 57 | Скіцко Тетяна Василівна               | волонтер, голова громадської організації «Ліга українських жінок»                                                                                          | Івано-Франківська область |
| 58 | Скрипниченко Володимир Дмитрович      | волонтер громадської організації «Серця матерів та ветеранів війни Кропивницького»                                                                         | м. Кропивницький          |
| 59 | Соловей Юлія Олегівна                 | волонтер, керівник напряму благодійного фонду «United24»                                                                                                   | м. Київ                   |
| 60 | Стасюк Ігор В'ячеславович             | волонтер громадської організації «Рідне Полісся» | Київська область          |
| 61 | Стратій Ольга Анатоліївна             | волонтер, члена дирекції громадської організації «Мотохелп»                                                                                                | м. Київ                   |
| 62 | Субота Євген Миколайович              | волонтер, керівник регіонального департаменту товариства «WEIR Minerals»                                                                                   | Київська область          |
| 63 | Таліновська Євгенія Борисівна         | волонтер, співзасновник громадської організації «Зграя ЮА»                                                                                                 | м. Київ                   |
| 64 | Татарчук Валерія Олексіївна           | волонтер, генерального директора благодійного фонду «Твоя опора»                                                                                           | м. Київ                   |
| 65 | Тітаренко Андрій Борисович            | волонтер, засновник благодійного фонду «Район номер 1» | м. Київ                   |
| 66 | Тодорчук Олександр Валерійович        | волонтер, засновник благодійної організації «Благодійний фонд „ЮАенімалс“»                                                                                 | м. Київ                   |
| 67 | Тополя Олена Олександрівна            | волонтер | м. Київ                   |
| 68 | Феціца Христина Миколаївна            | волонтер, директор благодійної організації «Благодійний фонд „Логістичного центр допомоги бійцям АТО/ООС“»                                                 | м. Тернопіль              |
| 69 | Фірман Володимир Зіновійович          | волонтер, ректор Марійського духовного центру «Зарваниця»                                                                                                  | Тернопільська область     |
| 70 | Хміль Наталія Марківна                | волонтер, керівник гуманітарного та волонтерського штабу громадської організації «Молодіжна організація Пласт — національна скаутська організація України» | м. Київ                   |
| 71 | Цверкович Олександр Іванович          | волонтер, віцепрезидент Всеукраїнського благодійного фонду «Миру і Добра»                                                                                  | Київська область          |
| 72 | Шваб Анатолій Георгійович             | волонтер, президент благодійної організації «Благодійний фонд „Віримо в Україну“»                                                                          | Волинська область         |
| 73 | Шейнін Андрій Якович                  | волонтер благодійної організації «Благодійний фонд „Харків з тобою“»                                                                                       | м. Харків                 |
| 74 | Шипович Любов Олегівна                | волонтер, віцепрезидент благодійної організації «Благодійний фонд „Разом для України“»                                                                     | м. Київ                   |
| 75 | Широков Юрія Васильович               | волонтер | Луганська область         |
| 76 | Шостак В'ячеслав Сергійович           | волонтер | м. Київ                   |

### 2023 рік
4 вересня 2023 року нагородженими відзнакою «Золоте серце», згідно з указом Президента України № 556/2023 «Про відзначення державними нагородами України», стали іноземці — за вагомий особистий внесок у зміцнення міждержавного співробітництва, підтримку державного суверенітету та територіальної цілісності України, популяризацію Української держави у світі:
| 77 | Ігнат Ентоні (посмертно)     | співробітник волонтерської організації «Road to relief»                   | Канада    |
| 78 | Ігуаль Емма (посмертно)      | директорка волонтерської організації «Road to relief»                     | Іспанія   |
| 79 | Мавік Рубена                 | Медичний волонтер волонтерської організації «Road to relief»              | Німеччина |
| 80 | Рубцов Олександр Миколайович | президент та засновник неприбуткової громадської організації «Kind Deeds» | США       |
| 81 | Тир Йохан Матіас             | волонтер волонтерської організації «Road to relief»                       | Швеція    |
| 82 | Хіршхорн Раян                | учень Бернерської середньої школи міста Массапеква                        | США       |

5 грудня 2023 року нагородженими відзнакою «Золоте серце», згідно з указом Президента України № 799/2023 «Про нагородження відзнакою Президента України „Золоте серце“», стали за вагомий особистий внесок у надання волонтерської допомоги та розвиток волонтерського руху, зокрема під час здійснення заходів із забезпечення оборони У країни, захисту безпеки населення та інтересів держави у зв'язку з військовою агресією Російської Федерації проти України та подолання її наслідків:
| 83  | Айвазян Альона Робертівна                 | волонтер, директор благодійної організації «Благодійний фонд „Хелп Армі Мира“»                          | м. Харків          |
| 84  | Акимченков Олег Володимирович             | волонтер громадської організації «Регіональний центр сталого розвитку»                                  | м. Херсон          |
| 85  | Анісімов Володимир Володимирович          | волонтер                                                                                                | Київська область   |
| 86  | Варава Валентина Юріївна                  | волонтер, керівник громадської організації «Ініціатива Є+»                                              | м. Київ            |
| 87  | Гончарова Юлія Євгеніївна                 | волонтер                                                                                                | м. Київ            |
| 88  | Грубенюк Тетяна Григорівна                | волонтер, директор благодійного фонду «Відродження Захисників України»                                  | м. Київ            |
| 89  | Дашкевич Микола Володимирович             | волонтер                                                                                                | Київська область   |
| 90  | Джалагонія Давид Манучарович              | волонтер, директор Всеукраїнського благодійного фонду допомоги та розвитку «Хелп Груп»                  | м. Полтава         |
| 91  | Зарічанський Андрій Андрійович            | волонтер, засновник благодійного фонду «Родина Зарічанських»                                            | м. Одеса           |
| 92  | Каптур Ірина Михайлівна                   | волонтер, засновник благодійної організації «Благодійний фонд Ірини Каптур»                             | м. Полтава         |
| 93  | Карташева Наталія Миколаївна              | волонтер благодійного фонду «Південний-Берег»                                                           | м. Одеса           |
| 94  | Квятковський Андрій Васильович            | президент благодійної організації «Фонд родини Квятковських»                                            | м. Львів           |
| 95  | Кеплер Тата Григорівна                    | волонтер, засновник благодійного фонду «Відчуй»                                                         | м. Київ            |
| 96  | Кобрин Олег Степанович                    | волонтер, підприємець, благодійник, засновник товариства «ІНФРА-СПЕКТР»                                 | Київська область   |
| 97  | Коваленко Олександра Євгенівна            | волонтер, співголова благодійної організації «Благодійний фонд Україна для героїв»                      | м. Рівне           |
| 98  | Коваль Юлія Олегівна                      | волонтер                                                                                                | м. Харків          |
| 99  | Ковальов Дмитро Олександрович (посмертно) | волонтер благодійної організації «Харківський обласний благодійний фонд гуманітарної допомоги»          | м. Харків          |
| 100 | Крилов Денис Валерійович                  | засновник благодійної організації «Благодійний фонд „Світ. Україна. Пологи“»                            | м. Запоріжжя       |
| 101 | Кучер Людмила Володимирівна               | операційний керівник громадської організації «УКРАЇНЕР»                                                 | Київська область   |
| 102 | Лифар Віталій Іванович                    | операційний директор Благодійної організації «Благодійний фонд МОАС — Україна»                          | м. Київ            |
| 103 | Ломовських Григорій Альбертович           | волонтер, голова наглядової ради благодійної організації «Благодійний фонд „Поруч“»                     | м. Харків          |
| 104 | Майборода Ганна Анатоліївна               | волонтер, голова громадської організації «Патріот»                                                      | Київська область   |
| 105 | Мостенець Сергій Володимирович            | волонтер                                                                                                | Волинська область  |
| 106 | Мостовий Максим Борисович                 | волонтер, голова громадської організації «Науково-практичний центр „ЮНІТ“»                              | м. Київ            |
| 107 | Омельченко Юлія Олександрівна             | волонтер благодійного фонду «Сильні та Незламні»                                                        | Київська область   |
| 108 | Рибальченко Сергій Юрійович               | волонтер, член громадської організації «Центр гармонійного розвитку особистості „ВЕЛЕТ“»                | м. Херсон          |
| 109 | Рибальченко Анастасію Іванівна            | волонтер, член громадської організації «Центр гармонійного розвитку особистості „ВЕЛЕТ“»                | м. Херсон          |
| 110 | Ройтберг Владислав Михайлович             | волонтер Білоцерківської волонтерської групи                                                            | м. Київ            |
| 111 | Савинська Надія Олександрівна             | виконавчий директор благодійної організації «Благодійний фонд „Співдія“»                                | м. Київ            |
| 112 | Сердіченко Денис Петрович                 | волонтер, президент благодійного фонду «Міжнародна допомога „Добрий самарянин“»                         | м. Одеса           |
| 113 | Скіртач Тетяна Михайлівна                 | волонтер, парамедик                                                                                     | м. Київ            |
| 114 | Скотарь Юлія Василівна                    | волонтер                                                                                                | Київська область   |
| 115 | Слабко Андрій Михайлович                  | волонтер, медик громадської організації «Госпітальєри»                                                  | м. Київ            |
| 116 | Таргонський Олександр Сигизмундович       | член благодійної організації «Міжнародний Благодійний Фонд Владислава Стадника „Сталеві крила“»         | м. Житомир         |
| 117 | Тира Юрій Степанович                      | волонтер благодійної організації «Благодійний фонд „Співдружність України“»                             | м. Київ            |
| 118 | Тищенко Вікторія Федорівна                | волонтер, керівник та засновник благодійної організації «Благодійний фонд „Волонтери: Дорослі — Дітям“» | м. Харків          |
| 119 | Тріщенко Віктор Трохимович                | волонтер, голова Кіровоградського обласного відділення Всеукраїнського об'єднання ветеранів             | м. Кропивницький   |
| 120 | Шевчук Юлія Миколаївна                    | волонтер, член громадської організації «Науково-практичний центр „ЮНІТ“»                                | м. Київ            |
| 121 | Шляпіна Марина Геннадіївна                | волонтер, голова громадської організації «Шлях до людей»                                                | Полтавська область |
| 122 | Янченко Григорій Миколайович              | волонтер                                                                                                | м. Херсон          |

28 грудня 2023 року нагородженими відзнакою «Золоте серце», згідно з указом Президента України № 860/2023 «Про відзначення державними нагородами України», стали за вагомий особистий внесок у зміцнення міждержавного співробітництва, підтримку державного суверенітету та територіальної цілісності України, популяризацію Української держави у світі 8 іноземних громадян.

### 2024 рік
4 квітня 2024 року за особисту мужність і самовідданість, виявлені у захисті державного суверенітету та територіальної цілісності України, подоланні наслідків надзвичайних ситуацій, спричинених збройною агресією російської федерації, сумлінне та бездоганне служіння Українському народові нагороджена відзнакою «Золоте серце» Коваленко Оксана Володимирівна — волонтера, директора товариства «Наша булочка» (м. Чернігів).
28 червня 2024 року за значні заслуги у зміцненні української державності, мужність і самовідданість, виявлені у захисті суверенітету та територіальної цілісності України, вагомий особистий внесок у розвиток різних сфер суспільного життя, сумлінне виконання професійного обов'язку нагороджені відзнакою «Золоте серце»:
- Михайлюк Сергій Юрійович — волонтер, м. Чернігів
- Сапронов Юрій Анатолійович — волонтер, м. Харків

4 грудня 2024 року за вагомий особистий внесок у надання волонтерської допомоги та розвиток волонтерського руху, зокрема під час здійснення заходів із забезпечення оборони України, захисту безпеки населення та інтересів держави у зв'язку з військовою агресією Російської Федерації проти України та подолання її наслідків відзначені 39 осіб.
| 134 | Алексєєв Володимир В'ячеславович  | волонтер, голова наглядової ради Громадської організації «ДОФ»                                                        | Миколаївська область |
| 135 | Балажинець Рудольф Рудольфович    | волонтер, засновник та керівник Благодійного фонду «Сім'я Христа»                                                     | м. Ужгород           |
| 136 | Баффетт Говард Грем               | голова та генеральний директор «Howard G. Buffett Foundation»                                                         | США                  |
| 137 | Белюга Олександр Леонідович       | голова Громадської організації «BELUGA UA»,                                                                           | м. Запоріжжя         |
| 138 | Бережний Роман Анатолійович       | голова Благодійної організації "Благодійний фонд «ЄУ ФОР ХЕРСОН»                                                      | м. Херсон            |
| 139 | Берлінська Марія Сергіївна        | волонтер Благодійної організації "Благодійний фонд «ДІГНІТАС»                                                         | м. Київ              |
| 140 | Бірзул Ярослав Сергійович         | керівник Благодійної організації "Благодійний фонд «КОЛО УКРАЇНА»                                                     | м. Київ              |
| 141 | Бодачевська Дар'я Федорівна       | волонтер Благодійної організації "Благодійний фонд «Спасемо Україну»                                                  | м. Київ              |
| 142 | Валянік Ольга Романівна           | керівник Волинського обласного благодійного фонду «Співдружність-Волинь»                                              | Волинська область    |
| 143 | Величко Вероніка Сергіївна        | волонтер | м. Одеса             |
| 144 | Володченко Євгеній Володимирович  | волонтер | Харківська область   |
| 145 | Галан Любов Михайлівна            | волонтер Громадської організації "Правозахисний центр «Принцип»,                                                      | м. Київ              |
| 146 | Забава Світлана Миколаївна        | волонтер Громадської спілки «Українська мережа за права дитини»,                                                      | м. Київ              |
| 147 | Каменєва Тетяна Валеріївна        | волонтер | м. Київ              |
| 148 | Каплін Євген Володимирович        | волонтер, голова Громадської організації «ПРОЛІСКА»                                                                   | Закарпатська область |
| 149 | Коломайко Володимир Володимирович | волонтер, засновник Благодійної організації "Міжнародний благодійний фонд «ЮНІТІЮА»,                                  | м. Дніпро            |
| 150 | Курілець Евеліна Вячеславівна     | засновниця Благодійної організації "Благодійний фонд «Разом для України»,                                             | м. Київ              |
| 151 | Ліщинська Жанна Анатоліївна       | співзасновник та голова правління Запорізької обласної громадської організації «Мир та захист сім'ї»                  | Запорізька область   |
| 152 | Менюк Людмила Анатоліївна         | волонтер Благодійного фонду «Волонтерський штаб 5 окремої штурмової Київської бригади»,                               | м. Київ              |
| 153 | Мук Нейт                          | радник з питань України Благодійної фундації «The Conflict and Development Foundation», екс СЕО World Central Kitchen |                      |
| 154 | Насіров Аміль Ельман Огли         | волонтер | Харківська область   |
| 155 | Насіров Раміль Ельман Огли        | волонтер | Харківська область   |
| 156 | Ножевнікова Катерина Юріївна      | волонтер, співзасновниця Благодійного фонду «Корпорація монстрів»                                                     | м. Одеса             |
| 157 | Петриченко Марина Вікторівна      | волонтер Благодійної організації «Фонд Сергія Притули»                                                                | м. Київ              |
| 158 | Скальський Олексій Вікторович     | волонтер Благодійної організації "Благодійний фонд «Допомагаємо виїхати»                                              | Харківська область   |
| 159 | Солошенко Ірина Леонідівна        | волонтер Благодійної організації "Благодійний фонд «КОЛО»                                                             | м. Київ              |
| 160 | Тімошенко Тетяна Василівна        | волонтер | Київська область     |
| 161 | Тунік-Фриз Оксана Володимирівна   | голова Всеукраїнської громадської організації «Лицарський Хрест»                                                      | м. Чернігів          |
| 162 | Халіулова Анастасія Шамілевна     | волонтер Громадської спілки «Українська мережа за права дитини»                                                       | м. Київ              |
| 163 | Харченко Мирослава Анатоліївна    | волонтер Благодійної організації "Благодійний фонд «Спасемо Україну»                                                  | м. Київ              |
| 164 | Харько Тетяна Ярославівна         | директор Благодійної організації "Благодійний фонд «Сталеві»                                                          | м. Київ              |
| 165 | Хитра Тетяна Володимирівна        | голова Громадської організації «Загартовані серця»                                                                    | м. Вінниця           |
| 166 | Христов Денис Олександрович       | волонтер Благодійної організації "Міжнародний благодійний фонд «Ми з України!»                                        | м. Київ              |
| 167 | Червона Дар'я Борисівна           | волонтер | м. Київ              |
| 168 | Шварцкоп Віра Василівна           | волонтер, засновник Громадської організації «Самооборона»                                                             | Волинська область    |
| 169 | Шишка Максим Юрійович             | волонтер організації Товариства Червоного Хреста України                                                              | Запорізька область   |
| 170 | Шувалов Андрій Миколайович        | директор Благодійної організації «Фонд Сергія Притули»                                                                | м. Київ              |
| 171 | Юков Олексій Олександрович        | волонтер | Донецька область     |
| 172 | Яцина Інна Юріївна                | керівник Благодійної організації "Благодійний фонд «Волонтери на Конторській»                                         | Рівненська область   |

### 2025 рік
26 лютого 2025 року за вагомий особистий внесок у зміцнення міждержавного співробітництва, підтримку суверенітету та територіальної цілісності України, популяризацію Української держави у світі відзначено 1 особу.
| 173 | Улдіс Бікіс | голова наглядової ради латвійської компанії «Latvijas Finieris» | Латвія |

6 червня 2025 року за вагомий особистий внесок у надання благодійної та гуманітарної допомоги в умовах військової агресії Російської Федерації проти України, підтримку державного суверенітету та територіальної цілісності Української держави відзначені 8 осіб.
| 174 | Веронік Бертоль   | Заступниця мера м. Страсбург | Франція   |
| 175 | Марк Коолс        | Президент Конгресу місцевих та регіональних влад Ради Європи                                                                            | Бельгія   |
| 176 | Лінда Людмила Май | Голова Німецько-української Організації «blaugelbes Kreuz» (синьо-жовтий Хрест)                                                         | Німеччина |
| 177 | Гельмут Малл      | бургомістра м. Санкт-Антон-ам-Арльберг                                                                                                  | Австрія   |
| 178 | Йошіхіко Окабе    | Директор українського наукового центру Імені Мацуґучі Тадаші При Університеті Кобе Ґакуін, почесний консул України В М. Кобе, професора | Японія    |
| 179 | Альфред Рідль     | Бургомістр м. Графенвьорт | Австрія   |
| 180 | Ейрік Лае Солберг | Голова виконавчої ради м. Осло, Королівство Норвегія                                                                                    | Норвегія  |
| 181 | Клен Яааратс      | Виконавчий Директор Центру Міжнародного Розвитку Естонської Республіки (Estdev)                                                         | Естонія   |